# Heterostegane latifasciata
Heterostegane latifasciata är en fjärilsart som beskrevs av Moore 1887. Heterostegane latifasciata ingår i släktet Heterostegane och familjen mätare. Inga underarter finns listade i Catalogue of Life.